# Драчёво (Дмитровский городской округ)

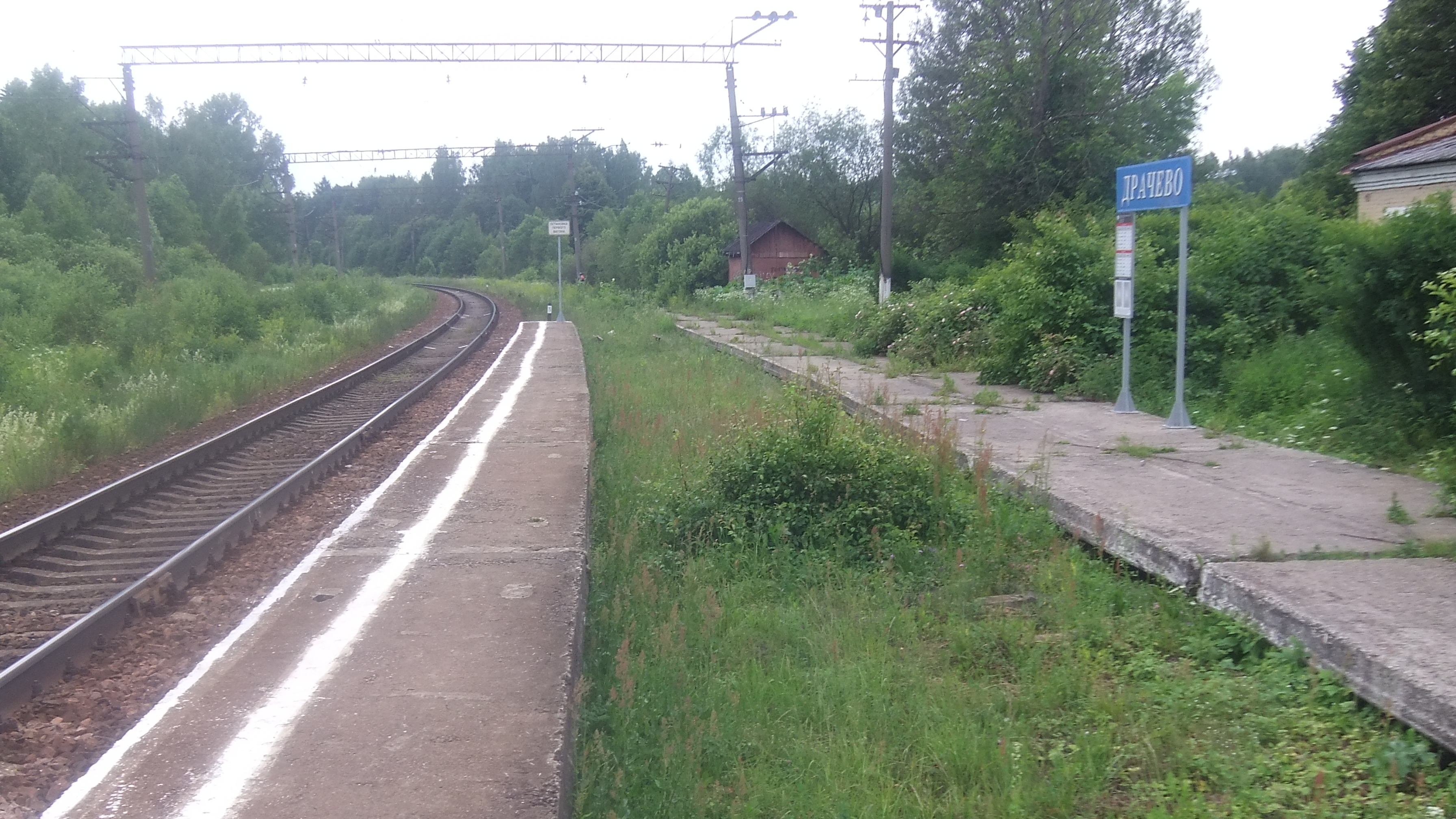
Железнодорожная платформа Драчёво

Драчёво — деревня в Дмитровском районе Московской области, в составе городского поселения Дмитров. Население — 41 чел. (2010). До 2006 года Драчёво входило в состав Ильинского сельского округа.

## Расположение
Деревня расположена в центральной части района, примерно в 4 км юго-восточнее Дмитрова, на притоке Молодоевки бассейна Волги, высота центра над уровнем моря 208 м. Ближайшие населённые пункты — Редькино на юге и Арханово с Притыкино на востоке. У окраины деревни находится железнодорожная платформа Драчёво Большого кольца МЖД.

## Население
| 2002 | 2006 | 2010 |
| ---- | ---- | ---- |
| 47   | ↗52  | ↘41  |